# Oni
Oni (в российском издании — «О́ни») — единственная компьютерная игра, разработанная студией Bungie West, подразделением Bungie. Первоначально игра планировалась только для MacOS и Windows, но параллельно с этим Rockstar Canada разработала порт для PlayStation 2. Игра выполнена в жанре экшен, объединив в себе качества шутеров от третьего лица и возможность рукопашного боя. В 1999 году она получила Game Critics Award как лучшая игра в жанре action/adventure. Выход игры состоялся в 2001 году.

## Сюжет
В 2032 году Земля сильно загрязнена радиоактивными отходами, людям приходится жить в городах, чистота воздуха в которых поддерживается «атмосферными комплексами». Все больше территорий вне городов и комплексов являются опасными, заражёнными токсичными и радиоактивными отходами. Транснациональные корпорации процветают благодаря беспощадной ориентации на прибыль. Одна из них, преступная организация «Синдикат», специализирующаяся на не особо этичных технологиях и в момент игры возглавляемая неким Муро, планирует разрушить все атмосферные комплексы, чтобы продавать людям придуманные профессором Хасэгавой специальные биологические имплантаты Даодан Кризалит (англ. daodan chrysalis). Кризалиты при некоторых условиях дают сверхспособности и могут защитить людей от радиации и других воздействий благодаря постепенному замещению повреждаемых тканей носителя и являются предельно мутированными зародышами-клонами, что помогает избежать генетической несовместимости с носителем. Излучаемую кризалитами энергию, по уровню которой можно отслеживать стадию замещения, автор-японец назвал "даодан". Силовой отдел по борьбе с технологическими преступлениями — TCTF (англ. Technology Crimes Task Force) — уже длительное время следит за Синдикатом, и направляет специального агента Коноко, чтобы прояснить их планы.
В процессе выполнения задания Коноко выясняет, что она Маи Хасэгава, дочь создателя Даодан Кризалитов, который во избежание научно-этического преследования совместно со своим шурином разрабатывал их на оборудовании и под наблюдением Синдиката. Первые кризалиты он сделал на основе генокода собственных детей, Маи и Муро. Из-за недопонимания с Синдикатом семейство оказалось разделённым, шурин и его племянница попали в TCTF, где в Маи тут же внедрили имплантат, поменяли ей имя на Коноко, приставили андроида для контроля её физиологического и ментального состояния и постарались воспитать из неё ответственного спецагента. Муро, благодаря способностям своего имплантата и куда менее щепетильному воспитанию, к моменту игры уже стал главой Синдиката и задумал крупно нажиться на экологических неприятностях человечества. Маи приходится убить его для спасения планеты. Тем не менее, Муро успевает почти полностью привести свой план в исполнение.

## Особенности
Персонажи «Они» созданы в аниме-стиле; сюжет и графика игры вобрали боевые искусства Востока, загадки, следующие одна за другой, мрачные фантастические и порой сюрреалистические пейзажи и неприятные тайны прошлого. Звуковое сопровождение игры выполнено в стиле техно/эмбиент.
В «Они» присутствует огнестрельное оружие, однако оно не даёт однозначное преимущество в бою, основное время игры проходит в рукопашных схватках и режиме «стелс».
Оппоненты представлены различными классами бойцов, каждый с собственной техникой единоборств. В игре есть два разных варианта финального боя, которые зависят от того, убивает ли Коноко Гриффина в убежище «Омега», или же наоборот, оставляет его в живых. Тем не менее, концовка в игре одна.
Атмосфера каждого уровня соответствует происходящим событиям, раскрывает мысли и чувства главной героини. Присутствуют такие элементы, как раздвоение личности, запутанное действие, происходящее в течение нескольких уровней, за которым следует уровень сна, где подсознание героини, наконец, находит ответы на первые вопросы, но при этом ставит новые, ещё более загадочные и глобальные.
Коробочная версия игры, помимо игры и руководства, содержит мангу (комикс в аниме-стиле), опубликованную в США издательством Dark Horse Comics.

## Оценки и критика
| Сводный рейтинг       | Сводный рейтинг | Сводный рейтинг |
| Издание               | Оценка          | Оценка          |
| Издание               | PC              | PS2             |
| --------------------- | --------------- | --------------- |
| GameRankings          | 75,44 %         | 68,69 %         |
| Game Ratio            | 71 %            | 66 %            |
| Metacritic            | 73/100          | 69/100          |
| MobyRank              | 76/100          | 66/100          |
| Русскоязычные издания |                 |                 |
| Издание               | Оценка          | Оценка          |
| Издание               | PC              | PS2             |
| Absolute Games        | 75 %            |                 |
| Game.EXE              | [ 11 ]          |                 |
| «Игромания»           | 7,5/10          |                 |
| «НИМ»                 | 8,7/10          |                 |
| «Страна игр»          | 6,7/10          |                 |

Oni получила различные отзывы критиков, в основном они носили позитивный характер. На сайте Metacritic версия для ПК имеет среднюю оценку в 73 балла из 100 возможных, а для PlayStation 2 — 69 баллов из 100. Схожая статистика опубликована на GameRankings: 75,44 % для ПК и 68,69 % для PlayStation 2.